# Castel di Lama
Castel di Lama es una comune italiana situada en la provincia de Ascoli Piceno, en la región de las Marcas. Tiene una población estimada, a fines de abril de 2022, de 8396 habitantes.

## Evolución demográfica
| Gráfica de evolución demográfica de Castel di Lama entre 1861 y 2022 |
|                                                                      |
| Fuente: ISTAT - Elaboración gráfica de Wikipedia                     |